# العلاقات الألبانية البولندية
العلاقات الألبانية البولندية هي العلاقات الثنائية التي تجمع بين ألبانيا وبولندا.

## مقارنة بين البلدين
هذه مقارنة عامة ومرجعية للدولتين:
| وجه المقارنة                                              | ألبانيا                                                    | بولندا                                                                             |
| --------------------------------------------------------- | ---------------------------------------------------------- | ---------------------------------------------------------------------------------- |
| المساحة (كم2)                                             | 28.75 ألف                                                  | 312.68 ألف                                                                         |
| عدد السكان (نسمة)                                         | 3.02 مليون                                                 | 38.43 مليون                                                                        |
| الكثافة السكانية (ن./كم²)                                 | 105.04                                                     | 122.91                                                                             |
| العاصمة                                                   | تيرانا                                                     | وارسو                                                                              |
| اللغة الرسمية                                             | اللغة الألبانية                                            | اللغة البولندية                                                                    |
| العملة                                                    | ليك ألباني                                                 | زلوتي بولندي                                                                       |
| الناتج المحلي الإجمالي (بليون دولار)                      | 13.04 مليار                                                | 524.51 مليار                                                                       |
| الناتج المحلي الإجمالي (تعادل القوة الشرائية) بليون دولار | 33.17 مليار                                                | 1.02 تريليون                                                                       |
| الناتج المحلي الإجمالي الاسمي للفرد دولار أمريكي          | 3.94 ألف                                                   | 12.55 ألف                                                                          |
| الناتج المحلي الإجمالي للفرد دولار أمريكي                 | 11.11 ألف                                                  | 26.14 ألف                                                                          |
| مؤشر التنمية البشرية                                      | 0.764                                                      | 0.843                                                                              |
| رمز المكالمات الدولي                                      | +355                                                       | +48                                                                                |
| رمز الإنترنت                                              | .al                                                        | .pl                                                                                |
| المنطقة الزمنية                                           | توقيت وسط أوروبا، ت ع م+01:00، ت ع م+02:00، أوروبا/تيرانا ‏ | توقيت وسط أوروبا، ت ع م+01:00، ت ع م+02:00، أوروبا/وارسو ‏، توقيت وسط أوروبا الصيفي |

## منظمات دولية مشتركة
يشترك البلدان في عضوية مجموعة من المنظمات الدولية، منها:
| علم المنظمة | اسم المنظمة                             | تاريخ انضمام ألبانيا | تاريخ انضمام بولندا |
| ----------- | --------------------------------------- | -------------------- | ------------------- |
|             | منظمة التجارة العالمية                  | ?                    | 1 يوليو 1995        |
|             | الأمم المتحدة                           | 14 ديسمبر 1955       | 24 أكتوبر 1945      |
|             | حلف شمال الأطلسي                        | 1 أبريل 2009         | 12 مارس 1999        |
|             | الاتحاد الدولي للاتصالات                | 2 يونيو 1922         | 1921                |
|             | حلف وارسو                               | 4 يونيو 1955         | 14 مايو 1955        |
|             | مجلس أوروبا                             | ?                    | 26 نوفمبر 1991      |
|             | مجلس التعاون الاقتصادي                  | 23 فبراير 1949       | 25 يناير 1949       |
|             | يونسكو                                  | 16 أكتوبر 1958       | 6 نوفمبر 1946       |
|             | المنظمة الأوروبية لسلامة الملاحة الجوية | 2002                 | 2004                |
|             | الاتحاد البريدي العالمي                 | ?                    | 1 مايو 1919         |
|             | مؤسسة التنمية الدولية                   | 15 أكتوبر 1991       | 28 أكتوبر 1960      |
|             | منظمة حظر الأسلحة الكيميائية            | ?                    | ?                   |
|             | وكالة ضمان الاستثمار متعدد الأطراف      | 15 أكتوبر 1991       | 29 يونيو 1990       |
|             | منظمة الشرطة الجنائية الدولية           | ?                    | ?                   |
|             | مؤسسة التمويل الدولية                   | 15 أكتوبر 1991       | 29 ديسمبر 1987      |
|             | البنك الدولي للإنشاء والتعمير           | 15 أكتوبر 1991       | 27 يونيو 1986       |
|             | منظمة الأمن والتعاون في أوروبا          | 19 يونيو 1991        | 25 يونيو 1973       |

## وصلات خارجية
- موقع وزارة الخارجية الألبانية
- موقع وزارة الخارجية البولندية